# Reyersviller
Reyersviller település Franciaországban, Moselle megyében. Lakosainak száma 380 fő (2022. január 1.). Reyersviller Lemberg, Bitche, Hottviller, Lambach és Siersthal községekkel határos.

## Népesség
A település népessége az elmúlt években az alábbi módon változott:
| Lakosok száma | 386  | 376  | 382  | 368  | 367  | 366  | 367  | 375  | 371  | 380  |
|               | 1968 | 1982 | 1990 | 2006 | 2013 | 2015 | 2017 | 2019 | 2020 | 2022 |